# Табино Мотеле (Мантова)
Табино Мотеле је насеље у Италији у округу Мантова, региону Ломбардија.
Према процени из 2011. у насељу је живело 104 становника. Насеље се налази на надморској висини од 17 м.